# Roxanne Blaze
Roxanne Blaze (* 3. September 1974 in Burbank, Kalifornien als Sarah Anne Bellomo) ist eine US-amerikanische, ehemalige Pornodarstellerin.

## Leben
Roxanne Blaze hatte eine kurze Porno-Karriere in den 1990er Jahren. Sie gewann 1994 drei AVN-Awards, u. a. als beste Schauspielerin für ihre Rolle in Justine. Nach 1994 spielte sie als Sarah Bellomo in nicht pornographischen Spielfilmen mit, ohne jemals erfolgreich geworden zu sein.

## Filmografie (Auswahl)
Die Internet Adult Film Database (IAFD) listet bis heute (Stand: August 2018) 35 Filme, in denen sie mitgespielt hat.
- 1993: Justine: Erfüllte Träume (Nothing To Hide II: Justine)
- 1993: Beach Babes from Beyond
- 1994: A Blaze of Glory
- 1994: Pamela – Jung und verführerisch
- 1995: Bikini Drive-In
- 1995: Beach Babes 2: Cave Girl Island
- 1995: Tina and the Professor

## Auszeichnungen und Nominierungen
| Jahr | Preis     | gewonnen | Award                                     | Film             |
| ---- | --------- | -------- | ----------------------------------------- | ---------------- |
| 1994 | AVN Award | Gewonnen | Best Actress                              | Justine          |
| 1994 | AVN Award | Gewonnen | Best Couple's Sex Scene (mit Mike Horner) |                  |
| 1994 | AVN Award | Gewonnen | Best Group Sex Scene                      | A Blaze of Glory |